# Маркеевский сельский совет (Чаплинский район)
Маркеевский сельский совет (укр. Маркеєвська сільська рада) — входит в состав
Чаплинского района
Херсонской области
Украины.
Административный центр сельского совета находится в 
с. Маркеев
.

## История
- 1900 — дата образования.

## Населённые пункты совета
- с. Маркеев